# یواس‌اس اسکاگیت (ای‌کی‌ای-۱۰۵)
یواس‌اس اسکاگیت (ای‌کی‌ای-۱۰۵) (به انگلیسی: USS Skagit (AKA-105)) یک کشتی بود که طول آن ۴۵۹ فوت ۲ اینچ (۱۳۹٫۹۵ متر) بود. این کشتی در سال ۱۹۴۴ ساخته شد.